# Timonius enderianus
Timonius enderianus là một loài thực vật có hoa trong họ Thiến thảo. Loài này được Warb. miêu tả khoa học đầu tiên năm 1891.